# Sławoj Olczyk
Sławoj Kazimierz Olczyk (ur. 1944, zm. 13 stycznia 2023) – polski filozof, dr hab.

## Życiorys
30 października 1995 habilitował się na podstawie pracy zatytułowanej Epistemologiczny sens relatywizmu poznawczego. Został zatrudniony na stanowisku profesora nadzwyczajnego w Instytucie Filozofii na Wydziale Filozoficzno- Historycznym Uniwersytetu Łódzkiego.